# Đại Đồng, Kiến Thụy
Đại Đồng là một xã thuộc huyện Kiến Thụy, thành phố Hải Phòng, Việt Nam.
Xã Đại Đồng có diện tích 5.77 km², dân số năm 1999 là 6139 người, mật độ dân số đạt 1064 người/km².